# Feuerwehrmuseum Marxen

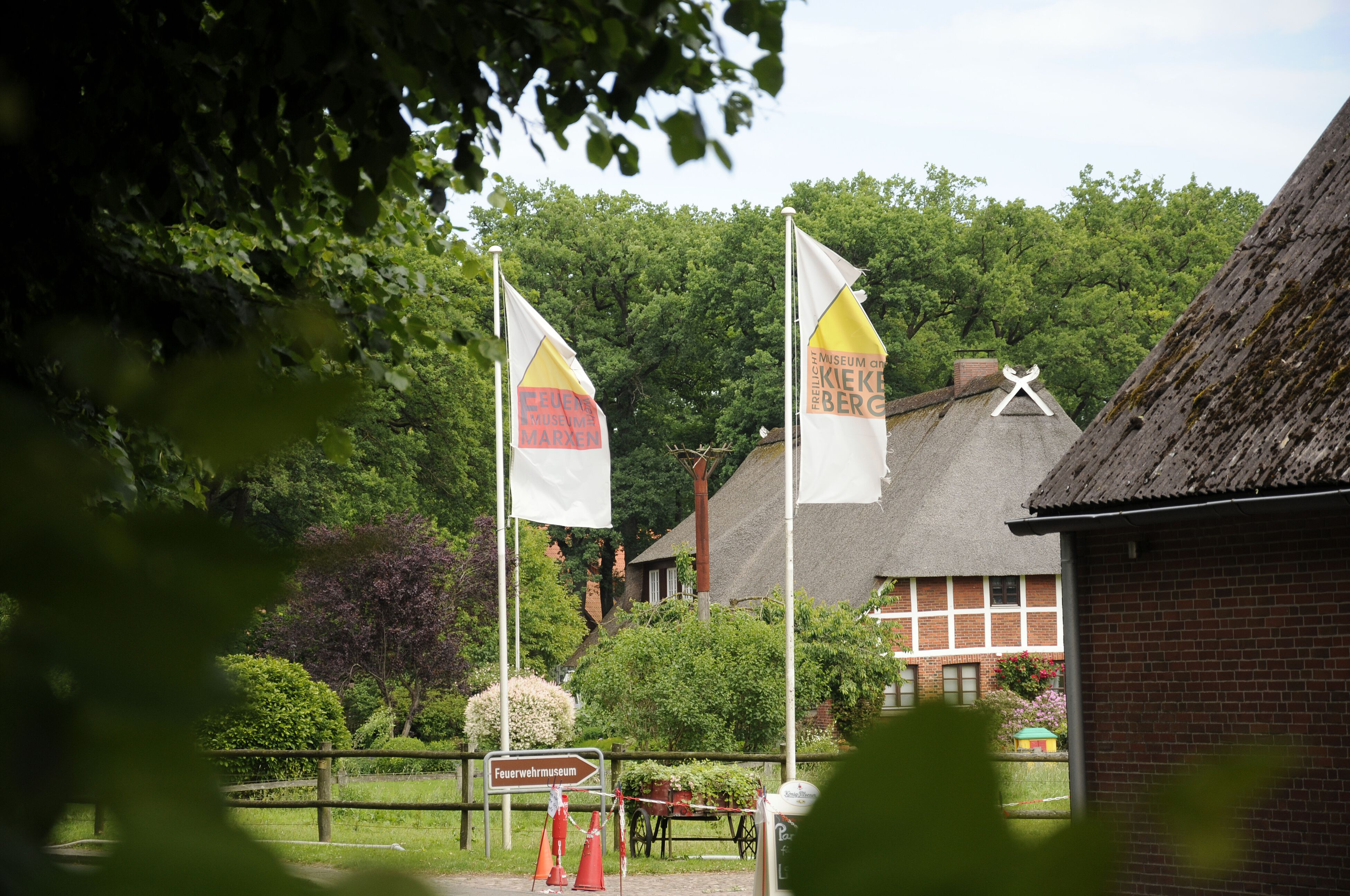
Feuerwehrmuseum Marxen

Das Feuerwehrmuseum Marxen ist ein regionales Museum in Marxen zur Geschichte der Feuerwehr im Landkreis Harburg (Niedersachsen). Eine Sammlung zeigt auf rund 750 m² die Geschichte der Feuerwehr vom Beginn des 20. Jahrhunderts bis zur Gegenwart. Das Feuerwehrmuseum ist eine Außenstelle des Freilichtmuseums am Kiekeberg und wird vom Förderverein des Museums betrieben.

## Museum
Im Mittelpunkt der Ausstellung stehen Feuerwehrfahrzeuge und Feuerlöschgeräte: U.a. sind eine Handdruckspritze vom Ende des 19. Jahrhunderts, „moderne“ Tanklöschfahrzeuge sowie
ein in nur drei Exemplaren gebauter Drehleiterwagen von 1928 zu sehen. Darüber hinaus sind in den beiden Ausstellungshallen verschiedene kleinere Ausstellungen mit den Schwerpunkten Tragkraftspritzen (u. a. eine Tragkraftspritze Siegerin ZL der Flader Feuerlöschgerätefabrik), Feuerlöscher und Exponate der Feuerschutzpolizei untergebracht. Die Ausstellungsstücke sind Leihgaben von Privatpersonen, Museen, Feuerwehren, Firmen und Gemeinden und können im Zeitraum von Mai bis Oktober begutachtet werden.
Ein kleiner Laden im Eingangsbereich bietet Modelle verschiedener Feuerwehrfahrzeuge, Feuerwehrhelme, Bücher und andere Erinnerungsstücke an.

## Veranstaltungen
In den Sommerferien gibt es unter dem Motto „Spiel und Spaß im Feuerwehrmuseum“ spezielle Veranstaltungen für Kinder, wobei neben Spiel und Unterhaltung die Brandschutz-Früherziehung im Vordergrund steht. Außerdem gibt es das traditionelle Sommerfest. Für Liebhaber alter Zweiräder mit und ohne Motor gibt es ein Zweirad-Oldtimertreffen.

## Geschichte
Das Museum entstand im Jahr 1987 auf Grund privater und ehrenamtlicher Initiative örtlicher Feuerwehrleute. Erste historische Feuerwehrfahrzeuge wurden zunächst in einer Scheune eines ehemaligen landwirtschaftlichen Betriebes gesammelt, die Scheune für den Museumsbetrieb umgebaut. Das im Juli 1987 eröffnete Museum wurde 1989 in Absprache mit dem Landkreis Harburg Außenstelle des Freilichtmuseums am Kiekeberg.
Im Jahr 2013 wurde die Ausstellungsfläche um 100 m² überdachte Fläche erweitert und das Feuerwehrmuseum  saniert. Der Umbau wurde durch Zuschüsse der Europäischen Union (ZILE-Förderung, Zuwendungen zur integrierten ländlichen Entwicklung), des Landkreises Harburg, der Stiftung der Sparkasse Harburg-Buxtehude und des  Lüneburgischen Landschaftsverbandes ermöglicht.

## Trägerverein
Der Verein „Feuerwehrmuseum im Landkreis Harburg e. V.“ betreibt das Museum ehrenamtlich. Auch die Restaurierung und Pflege der historischen Fahrzeuge und Gerätschaften und die Besucherführungen werden von den ehrenamtlichen Mitgliedern geleistet. Die Mitglieder nehmen mit den historischen Fahrzeugen an vielen regionalen Veteranentreffen teil.